# Hilzingen

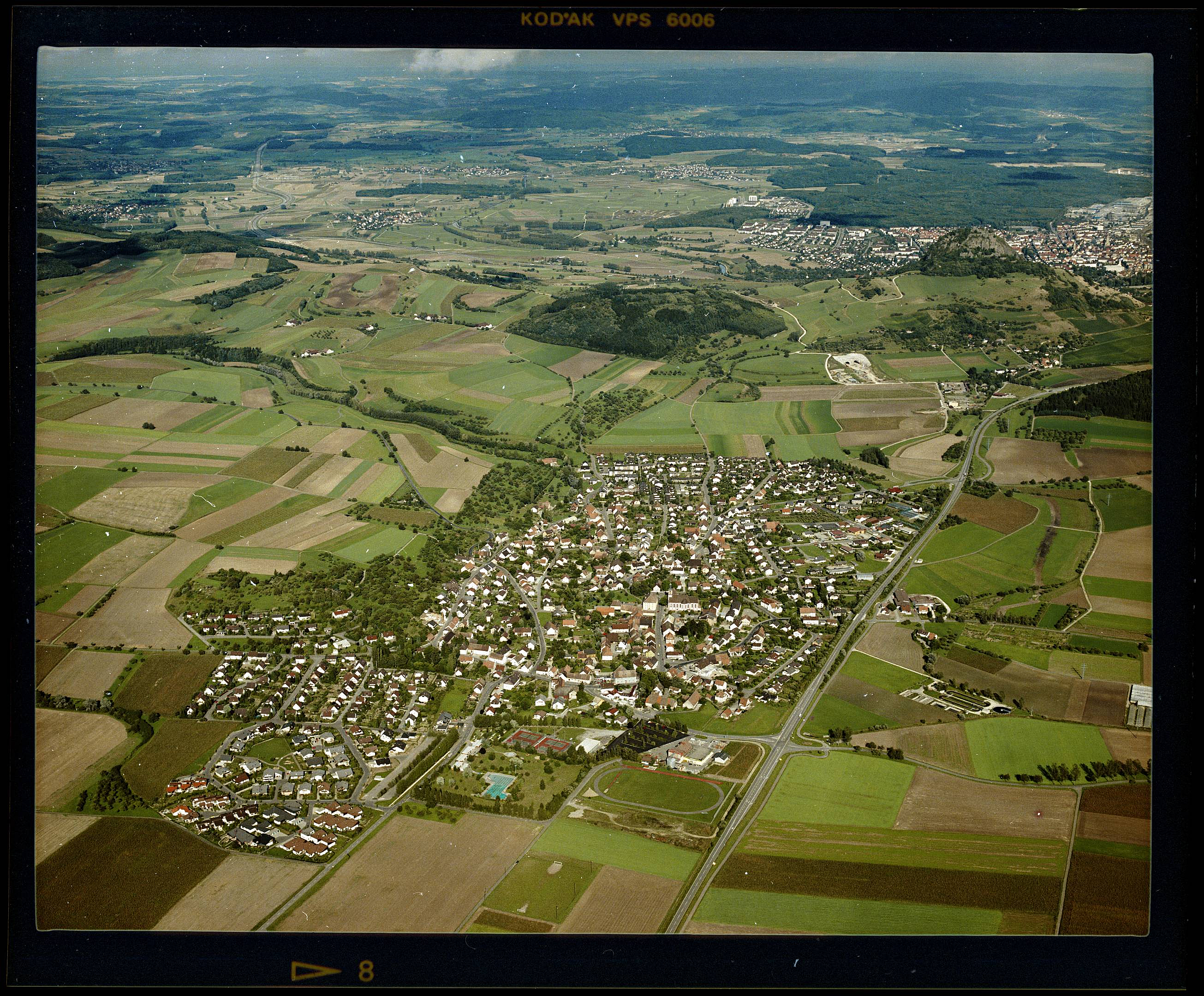
Luftbild von Hilzingen (1983)

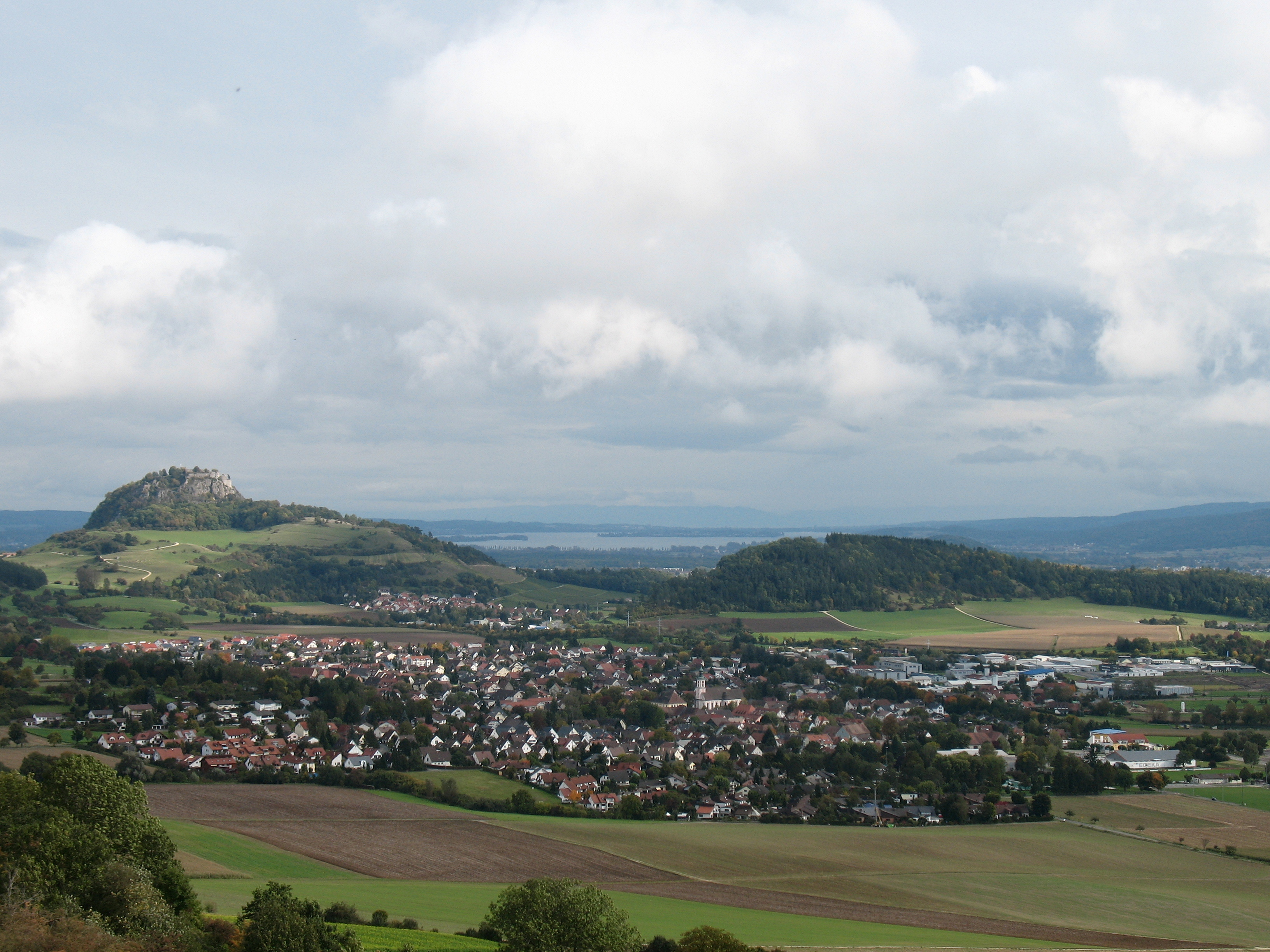
Hilzingen mit Hohentwiel und Bodensee im Hintergrund

Hilzingen mit Hohenstoffeln 1907

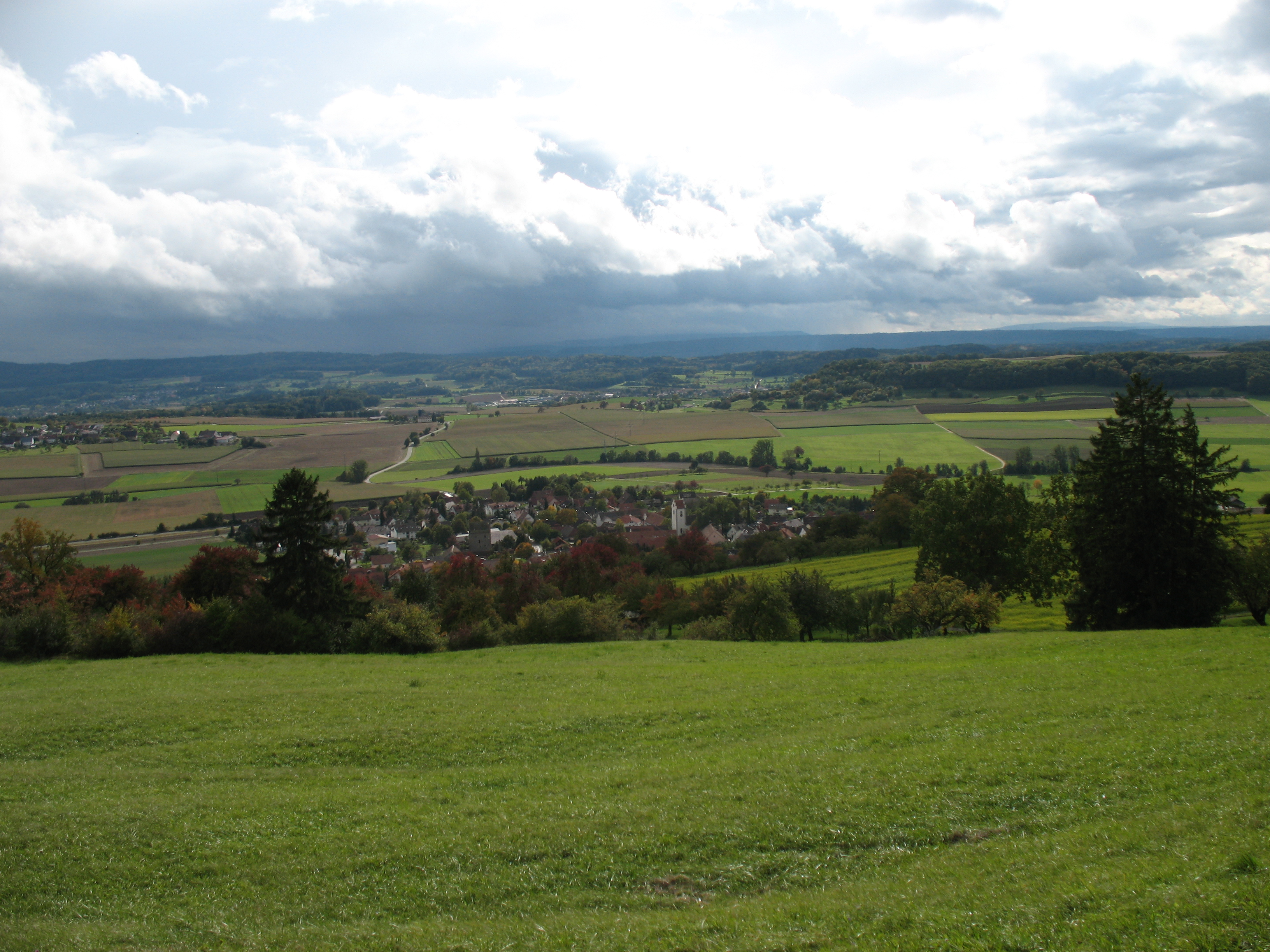
Blick nach Süden über Riedheim

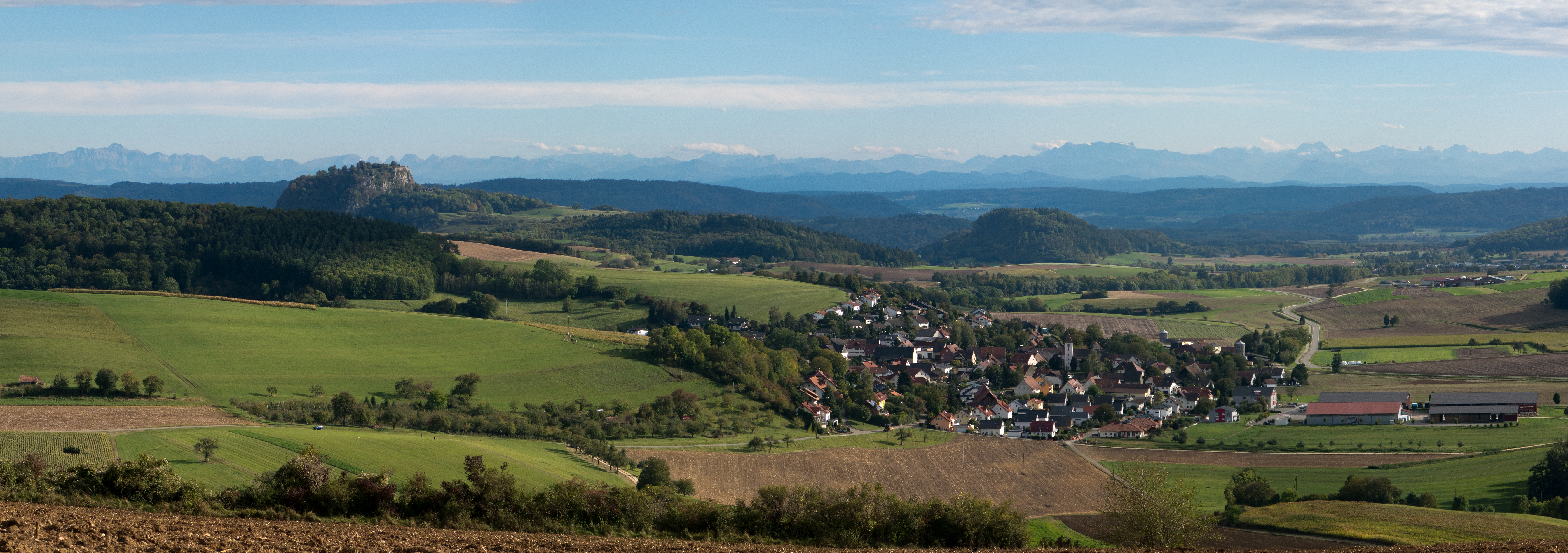
Blick von Norden auf Duchtlingen

Hilzingen ist eine Gemeinde im Landkreis Konstanz in Baden-Württemberg.

## Geographie

### Geographische Lage
Hilzingen liegt im westlichen Hegau, etwa vier Kilometer von Singen entfernt, im Tal des Rohrbachs (Riederbachs). Der Ort wird vom Mühlenbach durchflossen, der knapp unterhalb des Ortes in den Riederbach mündet.

### Nachbargemeinden
Die Gemeinde grenzt im Norden an die Stadt Engen und an Mühlhausen-Ehingen, im Osten an die Stadt Singen, im Süden an Rielasingen-Worblingen und Gottmadingen, im Westen an die Schweizer Gemeinde Thayngen im Kanton Schaffhausen sowie an die Stadt Tengen.

### Gemeindegliederung
Zur Gemeinde Hilzingen mit den zwischen 1970 und 1974 eingegliederten ehemaligen Gemeinden Binningen, Duchtlingen, Riedheim, Schlatt am Randen und Weiterdingen gehören 23 Dörfer, Weiler, Höfe und Häuser:
- Zur Gemeinde Hilzingen in den Grenzen von 1969 gehören das Dorf Hilzingen, der Weiler Dietlishof, der Gemeindeteil Twielfeld und die Höfe Katzental, Paradieshof und Riederhof (Riedern);
- zur ehemaligen Gemeinde Binningen gehören das Dorf Binningen, der Weiler Hofwiesen, die Höfe Sennhof und Stoffelhof und die Häuser Hohenstoffeln (Basaltwerk) und Storzeln;
- zur ehemaligen Gemeinde Duchtlingen gehören das Dorf Duchtlingen und die Höfe Altkrähenhof und Hofgut Hohenkrähen;
- zu den ehemaligen Gemeinden Riedheim und Schlatt am Randen gehören jeweils nur die gleichnamigen Dörfer und
- zur ehemaligen Gemeinde Weiterdingen gehören das Dorf Weiterdingen, der Weiler Seeweiler, die Höfe Homboll, Lochmühle und Pfaffwiesen und die Häuser Heiliggrab.

In der Gemeinde Hilzingen im Gebietsstand von 1969 liegen die Wüstungen Azzenhart, Hof zu Blerren, Gebsenstein, Gohnholz, Henlassen, Hinder Hoffen, Homburg, Lochers, Merxlinshofen, Rüdelenhof, Staufen, Thennihofen und Uff der alten Statt. Im Gebiet der ehemaligen Gemeinde Riedheim liegen die Wüstungen Saigen und Wallishausen und im Gebiet der ehemaligen Gemeinde Schlatt am Randen liegt die abgegangene Ortschaft Eschenbüdt.

## Geschichte

### Hilzingen
Fünf auf Hilzinger Gemarkung gefundene römische Münzen datieren in eine Nachlimeszeit zwischen 341 und 354 n. Chr. 2009 entdeckte man im neuen Baugebiet „Homboll“, am nördlichen Ortsrand von Hilzingen, Skelettteile aus einem Alamannengrab des 6. oder 7. Jahrhunderts nach Christus. Dieses gehört zu einem Reihengräberfeld, das zwar schon vor 90 Jahren entdeckt, danach aber wieder in Vergessenheit geraten war. Nur so war es möglich, dass der Bagger bei den Bauarbeiten damals allein zehn solcher antiker Gräber bereits eingerissen hatte, noch bevor die Archäologen herbeieilen konnten. Seit 2009 konnten etwa 20 Gräber festgestellt werden. Sie stammen von einem Friedhof des 6. oder 7. Jahrhunderts nachchristlicher Zeit und damit in die frühe Besiedlungsphase des heutigen Ortes Hilzingen. Die zugehörige Siedlung könnte im Unterdorf nahe dem Mühlbach gelegen haben. Ein weiterer Siedlungskern von Hilzingen lag im Osten des Ortes im Oberdorf, wo ein zweiter Friedhof dieser Zeit bekannt ist. Das früheste Alamannengrab aus Hilzingen stammt aus dem Wohngebiet „Zwischen Wegen“. Es zeigt, dass bereits im vierten Jahrhundert erste Alamannen die Siedlungs-Vorteile Hilzingens für sich entdeckten.
Die erste urkundliche Erwähnung Hilzingens als Hiltesinga stammt aus dem Jahr 1005. Es liegt der Personenname Hiltizo mit -ing-Suffix zugrunde.
Am 2. Oktober 1524 verbündeten sich auf der „Hilzinger Kirchweih“ die Bauern des westlichen Hegau zu einer „Eidgenossenschaft“. Dies war nach der Erhebung in Stühlingen der erste Aufstand der Hegauer Bauern im Rahmen des deutschen Bauernkriegs. Die Niederlage der Hegauer und Stühlinger Bauern wurde im „Hilzinger Vertrag“ am 4. Juli 1525 besiegelt.
Nach 1660 ging der Ort von Österreich an das Kloster Petershausen über.
Im Großherzogtum Baden war Hilzingen seit 1803 Sitz des Obervogteiamtes Hilzingen, nachdem das Kloster Petershausen an das Großherzogtum gefallen war. Ab 1806 war es ein standesherrliches Amt in der Provinz Oberrhein, es wurde jedoch 1809 bereits in den Seekreis mit Sitz in Konstanz eingeordnet und 1813 schließlich aufgelöst und dem Amt Blumenfeld zugeschlagen. 1857 gehörte die Gemeinde zum Amtssitz Engen. Seit dessen Auflösung gehörte der Ort zum Amtsbezirk Konstanz, heute Landkreis Konstanz in Baden-Württemberg.

### Weiterdingen
Am 11. November 1442 starb in Weiterdingen Herzog Reinold von Urslingen
Mit der Geschichte des Hausbergs von Hilzingen, dem Hohenstoffeln sind auch die von Hornstein verbunden.
1633, mitten im Dreißigjährigen Krieg, gelang René du Puy-Montbrun, seigneur de Villefranche et de la Jonchère die Flucht von der burg Hohenstoffeln. Er ließ den Ort Weiterdingen einäschern, die Burg Weiterdingen und die Herrschaft Grüningen übergab er dem württembergischen Rat Offenburger.

### Eingemeindungen
Im Zuge der Gemeindegebietsreform in Baden-Württemberg wurden folgende, bis dahin selbstständige Gemeinden nach Hilzingen eingemeindet:
- 1. Januar 1970: Duchtlingen
- 1. Juli 1971: Schlatt am Randen[9]
- 1. Dezember 1971: Weiterdingen[9]
- 1. Juli 1974: Binningen und Riedheim[10]

## Politik

### Gemeinderat
In Hilzingen wird der Gemeinderat nach dem Verfahren der unechten Teilortswahl gewählt. Dabei kann sich die Zahl der Gemeinderäte durch Überhangmandate verändern. Der Gemeinderat besteht aus den 25 gewählten ehrenamtlichen Gemeinderäten und dem Bürgermeister als Vorsitzendem. Der Bürgermeister ist im Gemeinderat stimmberechtigt.
Die Kommunalwahl am 9. Juni 2024 führte zu folgendem Endergebnis (mit Vergleichszahlen der vorigen Wahl):
| Parteien und Wählergemeinschaften | Parteien und Wählergemeinschaften                         | % 2024 | Sitze 2024 | % 2019 | Sitze 2019 | Kommunalwahl 2024 %403020100 34,96 %29,22 %20,14 %15,69 % CDUFWFDPSPDGewinne und Verlusteim Vergleich zu 2019 %p 8 6 4 2 0 −2 −4+6,16 %p−1,78 %p−2,36 %p−1,91 %pCDUFWFDPSPD |
| CDU                               | Christlich Demokratische Union Deutschlands               | 34,96  | 9          | 28,8   | 6          | Kommunalwahl 2024 %403020100 34,96 %29,22 %20,14 %15,69 % CDUFWFDPSPDGewinne und Verlusteim Vergleich zu 2019 %p 8 6 4 2 0 −2 −4+6,16 %p−1,78 %p−2,36 %p−1,91 %pCDUFWFDPSPD |
| FWH                               | Freie Wähler Hilzingen                                    | 29,22  | 7          | 31,0   | 7          | Kommunalwahl 2024 %403020100 34,96 %29,22 %20,14 %15,69 % CDUFWFDPSPDGewinne und Verlusteim Vergleich zu 2019 %p 8 6 4 2 0 −2 −4+6,16 %p−1,78 %p−2,36 %p−1,91 %pCDUFWFDPSPD |
| FDP                               | Freie Demokratische Partei                                | 20,14  | 5          | 22,5   | 5          | Kommunalwahl 2024 %403020100 34,96 %29,22 %20,14 %15,69 % CDUFWFDPSPDGewinne und Verlusteim Vergleich zu 2019 %p 8 6 4 2 0 −2 −4+6,16 %p−1,78 %p−2,36 %p−1,91 %pCDUFWFDPSPD |
| SPD/UL                            | Sozialdemokratische Partei Deutschlands/Unabhängige Liste | 15,69  | 4          | 17,6   | 4          | Kommunalwahl 2024 %403020100 34,96 %29,22 %20,14 %15,69 % CDUFWFDPSPDGewinne und Verlusteim Vergleich zu 2019 %p 8 6 4 2 0 −2 −4+6,16 %p−1,78 %p−2,36 %p−1,91 %pCDUFWFDPSPD |
| Gesamt                            | Gesamt                                                    | 100 %  | 25         | 100 %  | 22         | Kommunalwahl 2024 %403020100 34,96 %29,22 %20,14 %15,69 % CDUFWFDPSPDGewinne und Verlusteim Vergleich zu 2019 %p 8 6 4 2 0 −2 −4+6,16 %p−1,78 %p−2,36 %p−1,91 %pCDUFWFDPSPD |
| Wahlbeteiligung                   | Wahlbeteiligung                                           | 64,9 % | 64,9 %     | 60,5 % | 60,5 %     | Kommunalwahl 2024 %403020100 34,96 %29,22 %20,14 %15,69 % CDUFWFDPSPDGewinne und Verlusteim Vergleich zu 2019 %p 8 6 4 2 0 −2 −4+6,16 %p−1,78 %p−2,36 %p−1,91 %pCDUFWFDPSPD |

### Bürgermeister
Bürgermeister von Hilzingen ist Holger Mayer. Er wurde am 2. Februar 2020 mit 72,66 % der Stimmen im ersten Wahlgang zum Bürgermeister gewählt und trat sein Amt am 1. April 2020 an.
- 1980–1988: Hermann Keller
- 1988–2012: Franz Moser (CDU)
- 2012–2020: Rupert Metzler (FDP)
- seit 2020: Holger Mayer

### Wappen
| Wappen der Gemeinde Hilzingen | Blasonierung: „In Silber (Weiß) aus rotem Dreiberg wachsend ein grünes dreiblättriges Kleeblatt.“ |
| Wappen der Gemeinde Hilzingen | Wappenbegründung: Hilzingen gehörte seit 1660 als österreichisches Lehen dem Kloster Petershausen. 1803 fiel es mit dem Kloster an Baden. Ein Abdruck des ersten Gemeindesiegels findet sich auf der Huldigungsliste von 1811. Er zeigt bereits ein dreiblättriges Kleeblatt, das aus einem Blumenbeet herauswächst, und damit ein ähnliches Siegelbild wie Riedheim. Vermutlich wurden beide Siegel noch zur Zeit der klösterlichen Verwaltung, wohl kurz vor 1800, beschafft. Das Kleeblatt erscheint im 19. Jahrhundert in leicht veränderter Form in fast allen Farbstempeln der Gemeinde. 1902 nahm die Gemeinde das vom Generallandesarchiv gestaltete Wappen an. Die Flagge wurde durch das Innenministerium am 25. Juni 1962 verliehen. Wappen und Flagge blieben nach der zwischen 1970 und 1974 erfolgten Eingemeindung von Binningen, Duchtlingen, Riedheim, Schlatt am Randen und Weiterdingen unverändert. |

Wappen der eingegliederten Gemeinden

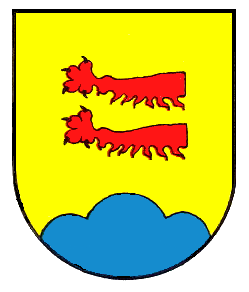
Binningen
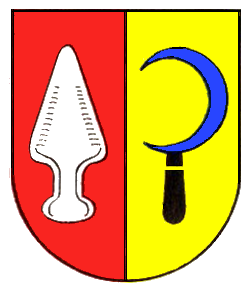
Duchtlingen
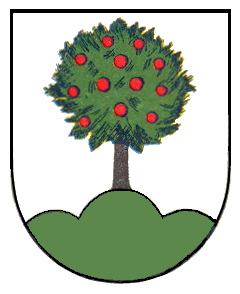
Riedheim
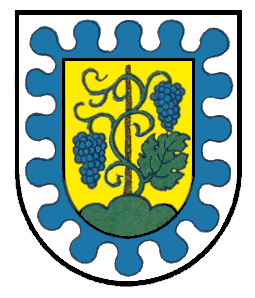
Schlatt am Randen
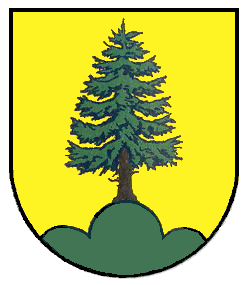
Weiterdingen

### Partnerschaften
Hilzingen unterhält seit 2001 partnerschaftliche Beziehungen zu Lizzano in Belvedere in der Metropolitanstadt Bologna in Italien und zum sächsischen Stolpen in Deutschland.

## Kultur und Sehenswürdigkeiten

### Bauwerke

#### Burgen

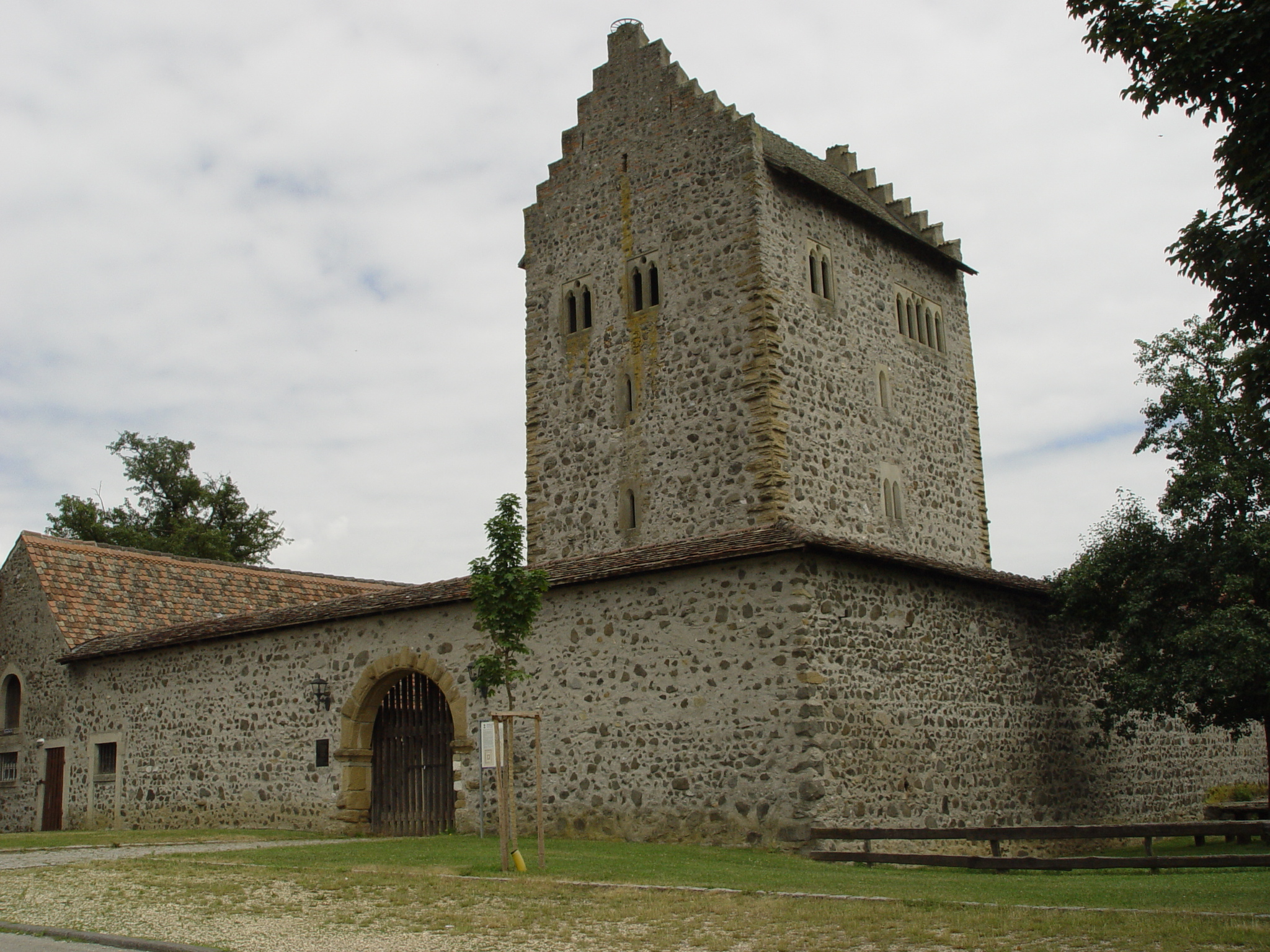
Burg im Ortsteil Riedheim

Auf dem Gemeindegebiet von Hilzingen befinden sich die Burg Binningen, die Burgreste der Burg Gebsenstein, Burg Hohenkrähen, Burg Homboll, Burg Riedheim, und Burg Staufen. Im Gebiet der ehemaligen Gemeinde Binningen liegen die abgegangenen Burgen Hinterstoffeln, Mittelstoffeln und Vorderstoffeln (siehe Ruine Hohenstoffeln).

#### Kirchen
- Die katholische Pfarrkirche St. Peter und Paul wurde von 1747 bis 1749 durch Peter Thumb erbaut.
- Mit der Gründung der evangelischen Kirchengemeinde in Hilzingen Anfang der 1960er Jahre entstand ein kleiner Kirchenbau, die Paul-Gerhardt-Kirche.

Kirchen in Hilzingen
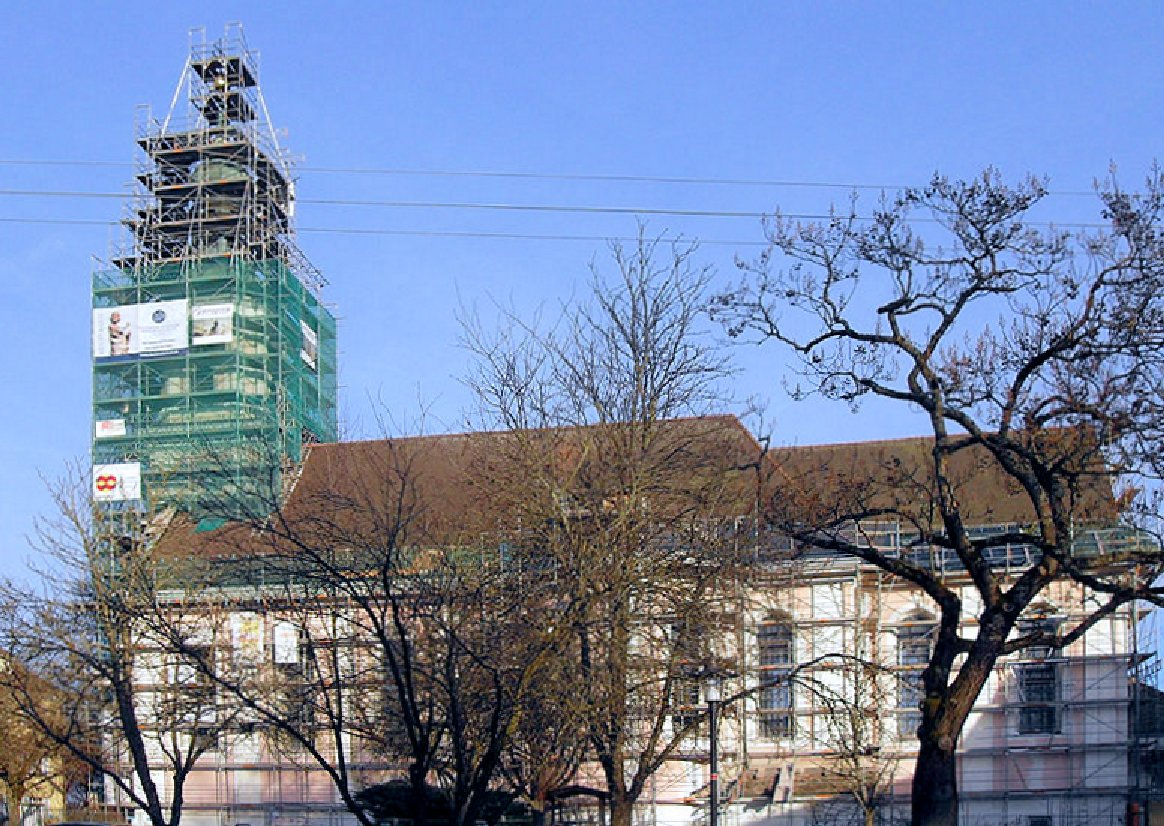
Pfarrkirche St. Peter und Paul
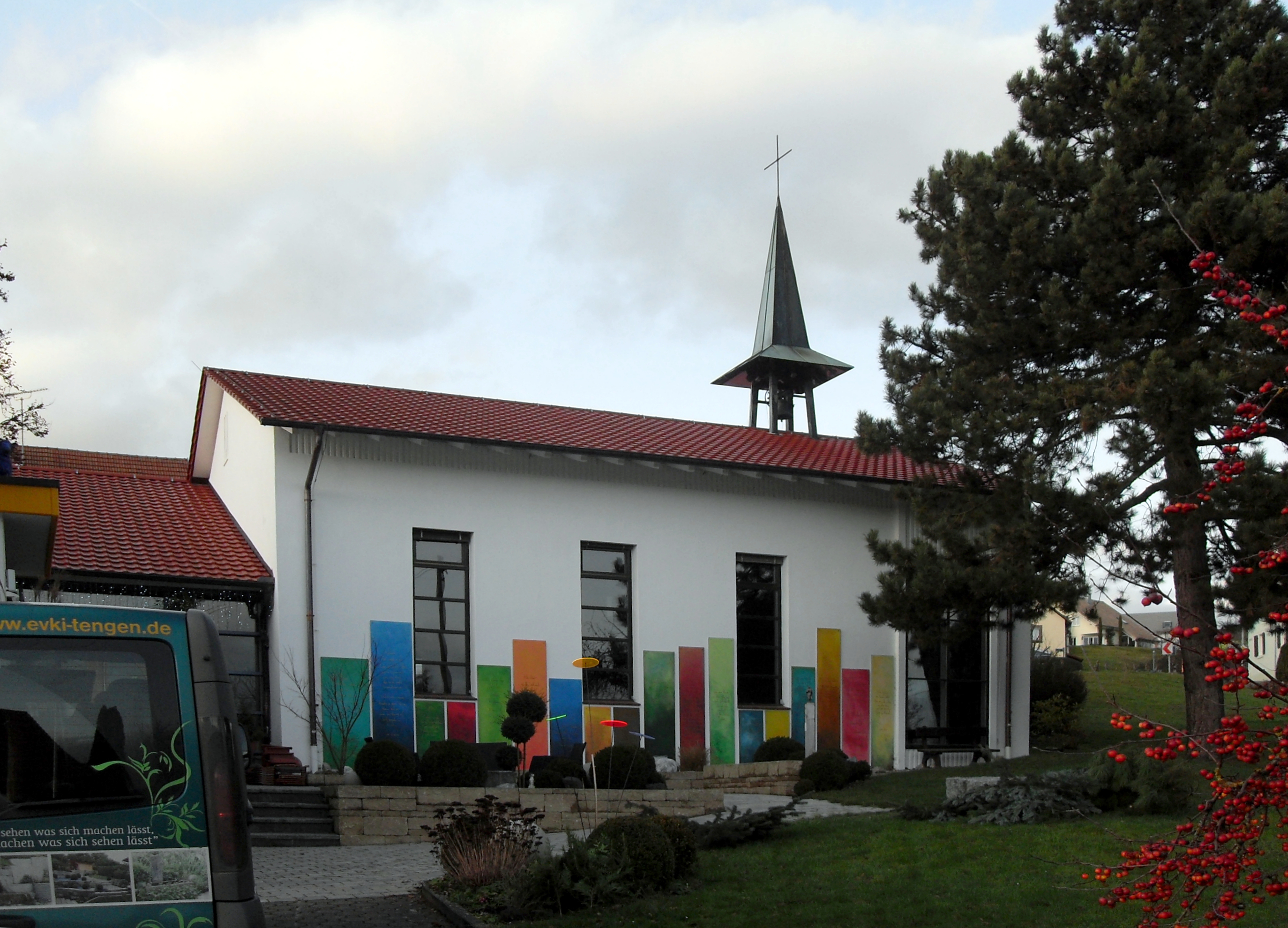
Paul-Gerhardt-Kirche

### Museen
Das Bürger- und Bauernmuseum im Schlosspark Hilzingen dokumentiert die örtlichen und regionalen Ereignisse des Bauernkriegs in den Jahren 1524 und 1525.

## Wirtschaft und Infrastruktur

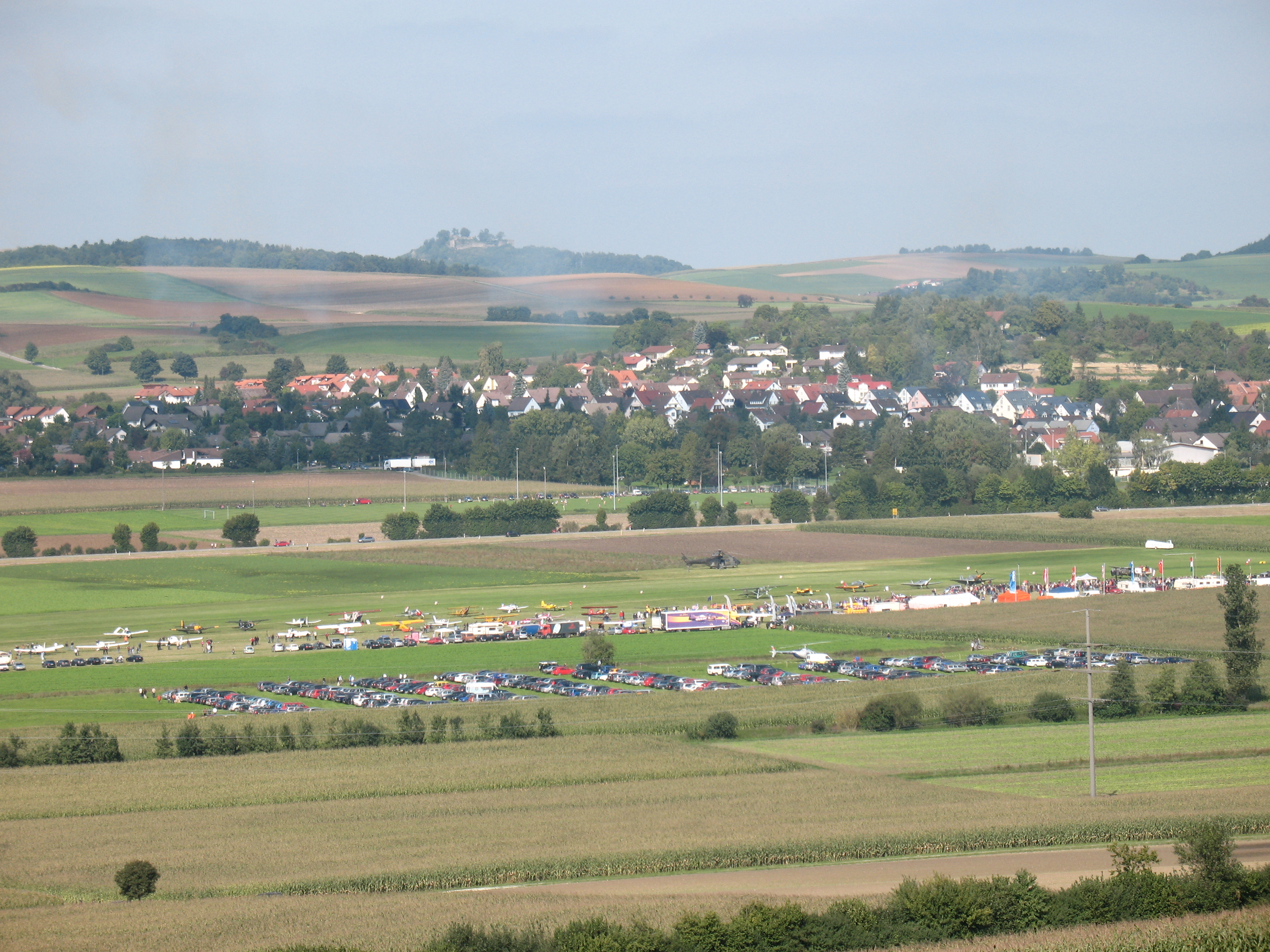
Flugtag 2008. Im Hintergrund der Mägdeberg

### Verkehr
Hilzingen ist durch die Bundesautobahn 81 nach Würzburg an das überregionale Straßennetz angebunden. Den regionalen Verkehr bewältigt auch die Bundesstraße 314 (Lauchringen – Singen (Hohentwiel)).
Von 1913 bis 1966 war Hilzingen durch die Randenbahn (Singen (Hohentwiel) – Beuren) an das Bahnnetz angeschlossen. Seitdem gibt es eine regelmäßige Busverbindung, heute im Halbstundentakt, vom Bahnhof Singen (oder dem Haltepunkt Singen Landesgartenschau).
Durch die Gemeinde verläuft als Landes-Radfernweg der Heidelberg-Schwarzwald-Bodensee-Radweg. Er führt von Heidelberg nach Radolfzell. Er führt von Donaueschingen kommend über Tengen und Singen an sein Ziel.

### Bildungseinrichtungen
In der Gemeinde Hilzingen gibt es die Eduard-Presser-Grundschule in Riedheim, die Gemeinschaftsschule in Hilzingen, sowie Grundschulen in Binningen und Duchtlingen. In Hilzingen hat sich zudem die evangelische Bekenntnisschule in freier Trägerschaft Christliche Schule im Hegau niedergelassen, die eine Grundschule, eine Werkrealschule mit Klasse 10 sowie eine Realschule anbietet.
Die Grundschule in Binningen wird seit September 2010 nicht mehr betrieben. Die Grundschüler aus Binningen werden seit diesem Zeitpunkt in Riedheim unterrichtet.
Kinderbetreuung findet in den Kindergärten St. Elisabeth und Zum Staufen in Hilzingen, St. Mauritius in Weiterdingen und in den Kindergärten in Binningen, Duchtlingen und Riedheim statt.

## Sport und Freizeit
Am westlichen Ortsrand von Hilzingen gibt es ein Freibad.
Hilzingen verfügt über zwei Flugplätze. Das Segelfluggelände Hilzingen liegt am südwestlichen Ortsrand der Kerngemeinde Hilzingen. Der Flugplatz Binningen liegt nordwestlich des Ortsteiles Binningen. Beide Plätze verfügen nur über eine Graspiste (Hilzingen ca. 450 m, Binningen ca. 900 m lang) und werden daher ausschließlich von Sport- und Segelflugzeugen genutzt.

## Persönlichkeiten

### Ehrenbürger
- 1988: Hermann Keller (* 2. April 1928 in Hilzingen), Altbürgermeister[15]
- 2012: Franz Moser (* 1944), Altbürgermeister[16][17]
- 2014: Julius Schmitt (* 1941), ehem. Pfarrer[18]

### Söhne und Töchter der Gemeinde
- Carl Dreyer (1796–1886), badischer Generalleutnant
- Hermann von Hornstein (Hermann Freiherr von Hornstein-Hohenstoffeln-Binningen; 1843–1893), Mitglied des Deutschen Reichstags
- Hermann Schmid (1872–1915), Gärtnereibesitzer und Mitglied des Deutschen Reichstags, geboren in Weiterdingen
- Max Maddalena (1895–1943), Kommunist, Widerstandskämpfer und Politiker, Reichstagsabgeordneter 1928–1933
- Hans Lochmann (1912–1953), Maler und Bildhauer
- Paul Frank (1918–2011), Politiker und Diplomat

### Personen in Verbindung mit der Gemeinde
- Emil Homburger (1922–2009), Fußballspieler, spielte beim SV Hilzingen
- Birgit Homburger (* 1965), Politikerin (FDP), aufgewachsen in Hilzingen
- Stefan Frech (* 1977), Hörfunk- und Eventmoderator, aufgewachsen in Hilzingen